# John Newton Mitchell
Pour les articles homonymes, voir John Mitchell et Mitchell.
John Newton Mitchell, né le 15 septembre 1913 à Détroit (Michigan) et mort le 9 novembre 1988 à Washington, D.C., est un avocat et homme politique américain. Membre du Parti républicain, il est procureur général des États-Unis entre 1969 et 1972 dans l'administration du président Richard Nixon.

## Biographie
John Newton Mitchell est né à Détroit dans le Michigan et a grandi à Long Island dans l'État de New York. Après avoir étudié le droit à l'université Fordham, il est avocat à New York de 1938 à 1968. Officier de marine durant la Seconde Guerre mondiale, il reçoit la Silver Star et deux fois la Purple Heart pour blessure au combat.
Il rencontre Richard Nixon en 1967 à l'occasion de la fusion de leurs sociétés et devient son conseiller électoral lors de la campagne présidentielle de 1968. En janvier 1969, il est nommé procureur général des États-Unis. Il se fait l'avocat de « la loi et l'ordre », justifiant à ses yeux une restriction des libertés civiles, est favorable à la mise sur écoutes sans ordre d'un tribunal, et refuse de gérer le dossier des droits civiques. En avril 1970, il annonce des poursuites contre les Weathermen, accusés d'avoir organisé les Days of Rage (en), des émeutes à Chicago l'année précédente. Il démissionne en 1972, pour préparer la nouvelle campagne électorale présidentielle de Nixon, à la tête du Comité pour la réélection du président.
Lors du scandale du Watergate, il est compromis par James McCord, l'un des « plombiers » responsable du cambriolage du siège du Parti démocrate en juin 1972. Dès juillet 1972, il démissionne de la présidence du comité. L'enquête révéla que le Comité pour la réélection du président servait notamment d'intermédiaire pour financer des opérations d'espionnage politique. En février 1975, John Newton Mitchell est reconnu coupable par le tribunal du district de Columbia de conspiration, obstruction à la justice et parjure. Condamné à 30 mois de prison, il est libéré pour raisons médicales au bout de 19 mois, devenant ainsi le seul procureur général à être condamné pour activités illégales.

## Dans la fiction
Il est incarné par Sean Penn dans la mini-série Gaslit diffusée en 2022 sur Starz.